# Kukang mały
Kukang mały, lori mały (Xanthonycticebus pygmaeus) – gatunek ssaka naczelnego z podrodziny Lorisinae w obrębie rodziny lorisowatych (Lorisidae) zamieszkujący lasy deszczowe południowo-wschodniej Azji. Przez niektórych biologów uważany za podgatunek kukanga większego.

## Zasięg występowania
Kukang mały występuje w Laosie, Wietnamie i wschodniej Kambodży (na wschód od rzeki Mekong); dokładna granica na zachodzie niepewna, ale wydaje się być nieobecny (lub przynajmniej bardzo rzadki) na skrajnej zachodniej części równin Mekong.

## Taksonomia
Gatunek po raz pierwszy zgodnie z zasadami nazewnictwa binominalnego opisał w 1907 roku brytyjski przyrodnik John Lewis James Bonhote, nadając mu nazwę Nycticebus pygmaeus. Miejsce typowe to Nha Trang, Wietnam. Holotyp to młodociany samiec (sygnatura BMNH 1906.11.6.2) ze zbiorów Muzeum Historii Naturalnej w Londynie; okaz zebrany 13 listopada 1905 roku przez Josepha Vassala.
Kolor futra nie zmienia się w całym zasięgu występowania. Chociaż sympatryczny z Nycticebus bengalensis, nie ma dowodów na występowanie mieszańców. W 2022 roku przeniesiony do nowo utworzonego rodzaju Xanthonycticebus.
Autorzy Illustrated Checklist of the Mammals of the World uznają ten takson za gatunek monotypowy.

### Etymologia
- Xanthonycticebus: gr. ξανθος xanthos „żółty, złoty”; νυκτι- nukti- „nocny”, od νυξ nux, νυκτος nuktos „noc”; κηβος kēbos „długoogoniasta małpa”[8].
- pygmaeus: łac. pygmaeus „karłowaty”, od gr. πυγμαιος pugmaios „karłowaty, wielkości pięści”, od πυγμη pugmē „pięść”[9].

## Wygląd
Długość ciała (bez ogona) samic 19,5–23 cm, samców 20–23 cm, długość ogona 1,8 cm; masa ciała samic około 428 g, samców około 420 g. Krótkie, wełniste futro przybiera barwy od szarobrązowej do rudobrązowej. Na grzbiecie i szyi mogą występować ciemne pasy. Oczy są duże, okrągłe, umieszczone z przodu głowy. Uszy małe, zazwyczaj zakryte futrem. Zwierzę nie posiada ogona. Łapy bardzo silne, wyposażone w przeciwstawny kciuk, palce zakończone paznokciami, z wyjątkiem drugiego palca tylnej nogi zaopatrzonego w pazur.

## Tryb życia
Prowadzą nocny tryb życia, dzień przesypiają zwinięte w kłębek. Żyją w luźnych stadach złożonych z 1 samca i kilku samic. Samce agresywnie bronią swego terytorium, jego granice znaczą moczem. Ich głównymi zmysłami są wzrok i węch. Poruszają się zazwyczaj bardzo powoli, mogą na długi czas zastygnąć w bezruchu. Przestraszone jednak potrafią szybko uciec, skacząc z gałęzi na gałąź.

## Pożywienie
Ich dieta jest różnorodna. Żywią się owadami, mięczakami, jajami, jaszczurkami, ptakami, małymi ssakami, owocami i innymi częściami roślin.

## Rozmnażanie
Lori mały rozmnaża się co 12–18 miesięcy. Samce posiadają haremy złożone z kilku samic. Po trwającej ok. 190 dni ciąży samica rodzi 1–2 młode, które karmi mlekiem przez ok. 9 miesięcy. Małe po narodzinach są w pełni rozwinięte i pokryte futrem. Młode przez jakiś czas podróżują uczepione brzucha matki. Gdy nieco podrosną, samica często zostawia je ukryte wśród roślin. Gdy są już dostatecznie duże, podążają za matką i obserwują ją, ucząc się, jak zdobywać pożywienie. Samice osiągają dojrzałość płciową w wieku 9 miesięcy, samce potrzebują na to 17–20 miesięcy.

## Status zagrożenia i ochrona
W Czerwonej księdze gatunków zagrożonych Międzynarodowej Unii Ochrony Przyrody i Jej Zasobów od 2020 roku jest zaliczany do kategorii EN (ang. endangered ‘zagrożony’); wcześniej zaliczano go do kategorii VU (ang. vulnerable ‘narażony’). Człowiek nie poluje na lori małe dla mięsa, głównie z powodu wielkości zwierzęcia. Części ciał tych naczelnych są jednak używane w medycynie naturalnej, lori są także chwytane w celu oswojenia i zamienienia w zwierzęta domowe. Głównym zagrożeniem jest dla nich wycinka lasu. W czasie wojny wietnamskiej wskutek niszczenia lasów gatunek ten niemal wyginął.
Gatunek jest ujęty w I załączniku konwencji waszyngtońskiej (CITES).